# 卡薩布蘭卡 (亞利桑那州)
卡薩布蘭卡（英語：Casa Blanca）是位於美國亞利桑那州皮納爾縣的一個人口普查指定地區。根據2010年美國人口普查，該地共人口1388人，而該地的面積約為40.91平方千米。

## 地理
卡薩布蘭卡的座標為33°07′13″N 111°53′17″W / 33.12028°N 111.88806°W，而該地最高點為海拔高度1280米（即4200英尺）。